# حملة كيلونغ

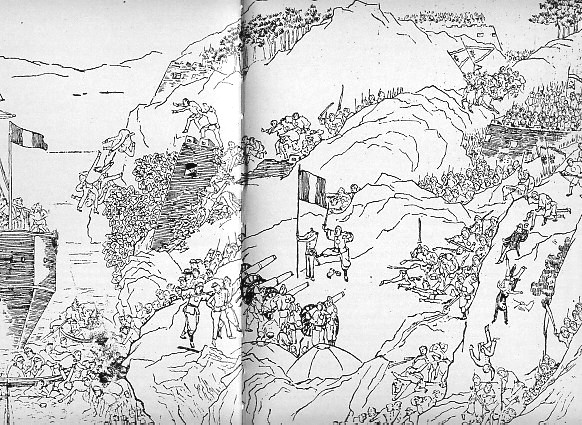
صورة عن الطريق التي سلكته حملة كيلونغ

كانت حملة كيلونغ (أغسطس 1884 – أبريل 1885) حملة عسكرية مثيرة للجدل شنها الفرنسيون في شمال فورموزا (تايوان) إبان الحرب الصينية الفرنسية. بعد شن هجوم فاشل على كيلونغ في أغسطس 1884، أنزل الفرنسيون فيلقَ مشاة قوامه 2000 رجل واستولوا على الميناء في أكتوبر 1884. نظرًا لعدم تمكنهم من التقدم إلى ما وراء رأس جسرهم، فقد حوصروا داخل كيلونغ من قِبل القوات الصينية المتفوقة تحت قيادة المفوض الإمبراطوري ليو مينغتشوان. في نوفمبر وديسمبر 1884 استنزفت الكوليرا والتيفوئيد فيلق المشاة الفرنسي، في حين تدفقت تعزيزات الجيش الصيني إلى فورموزا عبر جزر بسكادورز، ورفع قوامه إلى 35,000 رجل بنهاية الحرب. دُعم في يناير 1885 بقوة قوامها 4,500 رجلًا، وحقق الفرنسيون انتصارين تكتيكيين مبهرين على الصينيين المحاصرين لهم في أواخر يناير وأوائل مارس 1885، لكنهم لم يكونوا أقوياء كفاية لاستغلال هذه الانتصارات. انتهت حملة كيلونغ في أبريل 1885 في جمود استراتيجي وتكتيكي. انتُقدت الحملة في ذلك الوقت من قِبل الأدميرال أميدي كوربيه، قائد سرب الشرق الأقصى الفرنسي، باعتبارها غير هامة من الناحية الاستراتيجية وتضليلًا مدمرًا للبحرية الفرنسية.

## خلفية تاريخية
بعد هزيمة جيش غوانغشي الصيني على يد فيلق مشاة تونكين في حملة باك ننه (مارس 1884)، انتهت المواجهة التي استمرت عامين بين فرنسا والصين في شمال فيتنام في 11 مايو 1884 بإبرام اتفاقية تينتسين،  تعهد الصينيون بموجبها على سحب قواتهم من فيتنام والاعتراف بالحماية الفرنسية في تونكين. مع ذلك، فإن الآمال التي أثارتها هذه الاتفاقية، والتي يبدو أنها أوصلت حملة تونكين الفرنسية إلى نهاية منتصرة، تحطمت في 23 يونيو 1884 بسبب كمين باك ليه، الذي هوجم فيه رتل فرنسي يتقدم لاحتلال لانغ سون ومدن حدودية أخرى بالقرب من باك ليه على يد مفرزة من جيش غوانغشي.
عندما وصلت أخبار كمين باك ليه إلى باريس، أُثير غضبٌ تجاه ما اعتُبر خيانة صينية سافرة. طالبت حكومة جول فيري باعتذار وتعويض وتنفيذ فوري لبنود اتفاق تينتسين. وافقت الحكومة الصينية على التفاوض، لكنها رفضت الاعتذار أو دفع تعويض. كان المزاج السائد في فرنسا ضد التسوية، وعلى الرغم من استمرار المفاوضات طوال شهر يوليو، أمر الأدميرال أميدي كوبيه، قائد سرب الشرق الأقصى الفرنسي المنشأ حديثًا، بأخذ سفنه إلى فوتشو. تلقى تعليمات بالاستعداد لمهاجمة الأسطول الصيني في الميناء وتدمير قاعدة فوتشو البحرية. في هذه الأثناء، دليلًا على ما سيحدث إذا استمر الصينيون في تمردهم، أمر كوربيه في 2 أغسطس بإرسال قوة بحرية إلى ميناء كيلونغ في شمال فورموزا، وتدمير دفاعاتها الساحلية، واحتلال المدينة بمثابة «رهن» للمساومة عليه مقابل انسحاب صيني من تونكين.

## الإنزال الفرنسي الفاشل في كيلونغ (أغسطس 1884)
يعود الاهتمام الفرنسي في كيلونغ إلى فبراير 1884، عندما أوصى الأدميرال سيباستيان ليسبيس، قائد الفرقة البحرية الفرنسية في الشرق الأقصى، باحتلالها في حال نشوب حرب بين فرنسا والصين على أساس أنه يمكن الاستيلاء عليها والاحتفاظ بها بسهولة. عندما قُدم هذا الاقتراح، كانت دفاعات كيلونغ ضعيفة. مع تزايد التوتر بين فرنسا والصين في يوليو 1884، عُززت حامية كيلونغ بشكل كبير وتحسنت دفاعات المدينة، وفي أغسطس 1884 لم تعد الهدف السهل الذي كانت عليه قبل ستة أشهر. جرى الدفاع عن مرفأها الداخلي بثلاث بطاريات ساحلية: بطارية تاشاوان المكتملة مؤخرًا، والتي يتباهى الصينيون بمناعتها؛ وبطارية إرشاوان على الجانب الشرقي من الميناء؛ وبطارية ثالثة على منحدر جبل كليمنت المواجه للبحر، وهو تل بارز إلى الغرب من المدينة. بحلول نهاية يوليو 1884، كان هناك 5,000 جندي صيني مرابط في شمال فورموزا، انتشر حول مينائي كيلونغ وتامسوي. أكد تعيين ليو مينغتشوان مفوضًا إمبراطوريًا لفورموزا في يوليو 1884 على تصميم حكومة تشينغ على الدفاع عن فورموزا. كان ليو قائدًا عسكريًا مخضرمًا أثبت نفسه في تمرد تايبينغ.
كان ليو مينغتشوان على دراية بأن كيلونغ وميناء تامسوي المجاور أهدافٌ محتملة لهجوم فرنسي، واتخذ إجراءات دفاعية حكيمة لاعتراض الإنزال في كلا المدينتين. وضع 2,500 جندي صيني حول كيلونغ، وهي الهدف الأكثر احتمالًا، تحت قيادة الجنرالين سان كايهوا وسو ديشينغ، في حين ظل هو مع النصف الآخر من جيشه في تاي باك فو (تايبيه حديثًا)، محتلًا موقعًا مركزيًا يسمح له بالانتقال بسرعة سواء إلى تامسوي أو كيلونغ بمجرد تطور التهديد الفرنسي.
تلقى الأدميرال كوربيه، الذي كان على متن السفينة الفرنسية فولتا في نهر مين، أمرًا من الحكومة الفرنسية بمهاجمة كيلونغ مساء يوم 2 أغسطس. عهد بهذه المهمة إلى الأدميرال ليسبيس، نائبه، الذي غادر نهر مين في صباح اليوم التالي على متن الزورق الحربي لوتين لملاقاة الدارعتين بايارد ولاغاليسونيير قبالة جزيرة ماتسو. في ماتسو، نقل ليسبيس سرية إنزال بايارد إلى سفينة القيادة خاصته لاغاليسونيير، وفي ليلة 3 أغسطس عبر مضيق فورموزا مع لاغاليسونيير ولوتين. وصلت السفينتان الفرنسيتان قبالة كيلونغ في صباح يوم 4 أغسطس، حيث كان الطراد فيلارز بانتظارهم.
في صباح يوم 5 أغسطس، بعدما رفض الصينيون الإنذار الفرنسي النهائي لتسليم دفاعاتهم الساحلية، تعاونت لاغاليسونيير وفيلارز ولوتين وعطلوا بطاريات كيلونغ الساحلية الثلاث. وضع الأدميرال ليسيبس قوة إنزال على الشاطئ في فترة ما بعد الظهيرة لاحتلال كيلونغ ومناجم الفحم المجاورة في بي تاو، لكن وصول مجموعة كبيرة من القوات الصينية بقيادة ليو مينغتشوان أجبر الفرنسيين على انسحاب تكتيكي والبدء من جديد في 6 أغسطس. بلغ عدد الضحايا الفرنسيين في هذه العملية الفاشلة قتيلان و11 جريحًا. تكبد الصينيون خسائر أكبر بشكل واضح.

## جدال استراتيجي فرنسي (سبتمبر 1884)
في أعقاب معركة فوتشو (23 أغسطس 1884)، التي أطلقت الحرب الصينية الفرنسية لتسعة أشهر، قرر الفرنسيون إجراء محاولة ثانية للضغط على الصين من خلال الاستيلاء على كيلونغ. جادل الأدميرال كوربيه بقوة ضد حملة في فورموزا وقدم مقترحات بديلة من خلال حملة في المياه الصينية الشمالية للاستيلاء على مرفأ آرثر أو ويهاوي. أُيد من قِبل جول باتينتور، السفير الفرنسي في الصين.
على الرغم من أن مقترحات كوربيه جذابة عسكريًا، إلا أنها كانت طموحة لدرجة يصعب على الحكومة الفرنسية تحملها. خاض رئيس الوزراء الفرنسي جول فيري الحرب الصينية الفرنسية على الرغم من الرفض البرلماني، ولم يتمكن من إعطاء كوربيه الموارد اللازمة لحملة كبرى في البر الصيني. من ناحية أخرى، يمكن إجراء عملية محدودة للاستيلاء على كيلونغ مع القوات الموجودة أساسًا تحت تصرف كوربيه. يمكن الاستيلاء على المدينة والاحتفاظ بها من قِبل قوة فرنسية صغيرة نسبيًا، ومع مناجم الفحم المجاورة لها ستشكل قاعدة رائعة أثناء الحرب لسرب الشرق الأقصى. الانتصار في كيلونغ سينتقم أيضًا من فشل 6 أغسطس. اتُخذ قرار مهاجمة كيلونغ من قِبل مجلس الوزراء الفرنسي في 18 سبتمبر 1884. بالإضافة إلى ذلك، وافق مجلس الوزراء على هجوم على تاموسي المجاورة، بشرط الاستيلاء على المدينة دون الإضرار بالمصالح التجارية الأوروبية.